# Alberto Lombardi
Alberto Lombardi (Dronero, 21 de agosto de 1893-Dronero, 10 de abril de 1975) fue un jinete italiano que compitió en la modalidad de concurso completo. Participó en los Juegos Olímpicos de París 1924, obteniendo una medalla de bronce en la prueba por equipos.

## Palmarés internacional
| Juegos Olímpicos | Juegos Olímpicos | Juegos Olímpicos  | Juegos Olímpicos |
| Año              | Lugar            | Medalla           | Categoría        |
| ---------------- | ---------------- | ----------------- | ---------------- |
| 1924             | París (Francia)  | Medalla de bronce | Por equipos      |